# エンデバー (帆船)
エンデバー号（HMS Endeavour）は、18世紀のイギリスの小型帆船。ジェームズ・クック海尉（後に勅任艦長）による、南太平洋への第一回探検航海の船として名高い。第二回と第三回航海の後継船はレゾリューション号。

## 概要
エンデバー号は、もとは商業用の石炭運搬船アール・オブ・ペンブローク号で、ノースヨークシャー州ウィットビーで1768年はじめに建造された。エンデバー号は三檣帆船で、積載量の大きな頑丈な造りであった。速度は遅かったが、平らな船底は浅い海域を航行するにはうってつけで何より石炭運搬業務に適っており、イギリス北東沿岸を航行する他の帆船と同様、石炭積み降ろしのために接岸しやすい構造だった。全長32.3 m、全幅8.9 m、重量397トン。

## 海軍省による購入
1768年2月、王立協会は国王ジョージ三世に南太平洋の探検を請願した。探検の名目は金星の太陽面通過の観測であったが、真の目的は、クックに海軍省の追加命令により伝達された。即ち、南方大陸 (テラ・アウストラリス、Terra Australis) を求めて南太平洋を探索することであった。
王立協会の請願は承認され、新造船が海軍省によって2,307ポンドで購入され王立協会の探検に充てられた。探検航海に適うように、1768年にテムズ川河畔のデプトフォードで、船体の防水や第三甲板の増築など大規模な改造を施された。海軍では三檣帆船として登録され、海軍に既に在籍していたスループ船の別のエンデバー号と名称を区別するために、三檣帆船エンデバー号 (Endeavour Bark) と通称された。エンデバー号は第一回航海で94人の乗員を載せた。
当初、王立協会のアレクサンダー・ダリンプルが航海の司令官として推薦されたが、ダリンプルは海軍の乗組員を統制するために艦長の任命を受けることを求めた。しかし、海軍大臣エドワード・ホークはこれを拒絶し、国王陛下の船をただの一隻でも海軍以外の者に委ねる命令に署名するくらいなら自分の右手を切り落とす、と言い出すほどであった。以前に、似たような任命を学者であるエドモンド・ハレーに行なったが乗組員が従わずに失敗した事件が、ホークの念頭にはあったものと思われる。
ニューファンドランド島とラブラドールにおける測量で業績を上げたジェームズ・クックを、フィリップ・ステファンスが推薦したことによって行き詰まりは打開された。海軍省は推薦を受け入れ、1768年5月25日にクックを海尉に昇進させた (だからクックは海軍における階級としてはキャプテン（艦長）ではなかったのだが、船の指揮官として乗員にはあたりまえにキャプテンと呼ばれた)。ダリンプルはこの決定に憤慨した。
主要な乗員には、イギリスの博物学者ジョゼフ・バンクス、フィンランドのヘルマン・スペーリング、スウェーデンのダニエル・ソランダー、天体観測の責任者であったイギリスの天文学者チャールズ・グリーンらが挙げられる。

## クックの航海
エンデバー号は1768年8月8日プリマスを出航し、マデイラ諸島を経て、アフリカ西岸に沿って進み、大西洋を横断して南アメリカに向かい、1768年11月3日にリオデジャネイロに到着した。続いて、ホーン岬を回って南太平洋に入り、タヒチ島へ赴き、金星の太陽面通過観測のために3ヶ月同地に停泊した。
表向きの指令は完遂され、エンデバー号は南半球を航行する「秘密任務」に引き続いて従事した。エンデバー号はタヒチからニュージーランドへ向かい、マオリからの妨害にさらされながらも、同地の海岸線を6ヶ月に渡って測量した。ニュージーランドからオーストラリアの沿岸へ西に航行し、1770年4月19日にオーストラリア大陸を発見した。4月29日、現在カーネルとして知られる地点で、クックと一行はオーストラリア大陸に初めて上陸した。当初クックはこの入り江に多くのエイが見られたので、入り江をアカエイ湾と命名したのだが、後に植物学者湾と改められ、最終的には、植物学者のジョゼフ・バンクス、ダニエル・ソランダー、ヘルマン・スペーリングによって採集された多くの固有種にちなんで、ボタニー湾 (植物学湾) と呼ばれるようになった。
次の4ヶ月間クックはオーストラリア沿岸を測量したが、エンデバー号がグレートバリアリーフに座礁してしまった。

## エンデバー礁
1770年6月10日の夜11時前エンデバー号は、グレートバリアリーフ内の、今日エンデバー礁と称される珊瑚礁に衝突した。エンデバー号が衝突した場所は海底から急峻に立ち上がっており、衝突箇所から海底までは36 mあることが錘による観測によって明らかになった。
直ちに帆が降ろされ、錨を降ろして船を礁から引き離そうとしたが上手く行かなかった。すでに満潮に差し掛かかり、船を浮上させるには船を軽くするしか策が無かったので、鉄と石のバラスト、傷んだ船舶用品、砲が投棄され、飲料水も汲みだされた。乗員の一人であった植物画家のシドニー・パーキンソンの記録によると、砲はただで投棄されたのではなく、後で回収しようと浮標を装着されたが、回収はできなかった (砲とバラストは1969年に発見された)。
クックの見積もりによれば40から50トン軽くなり、翌朝の満潮時に船を礁から引き離すために更なる努力が傾けられたが、やはり失敗した。午後に、大型の船首錨をロングボートによって船から積み出し、合計5つの錨に船を引っ掛けて、夕方の上げ潮時に再度挑戦する用意が整えられた。船内には礁による破損部から浸水が始まり、浸水部分は船が礁から離れると直ちに広がるであろうことは明らかだったが、クックは危険を冒すことを決断した。午後10時20分頃に船は波によって動かされ、ついに礁から離れた。抜けなくなった小型の錨を除いて (これも1969年に発見された)、錨は回収された。
船の傷は礁から離れたために大きくなり、３基のポンプで浸水が汲みだされた。船倉に浸水した海水の水位を計測中に係が交代したところ、代わった水夫が船倉の底板からの水位を計測したため (その前までは船倉の横梁の頂点からの水位を計測していた) 、急激に18インチも水位が上昇したという報せに、船内に恐慌の波が広がった。しかし水夫が過ちに気づいたため、安堵の思いが励みになって水を汲み出す仕事も勢いを盛り返し、水位は下降し始めた。
もし船が沈んでいたらひどいことになっただろうと思われる。記録に残っている船員らの控えめな証言のせいで、その危険は過小評価されているが、ジョゼフ・バンクスの航海誌からだけ、当時の切迫した状況が読み取れる。エンデバー号は岸から何マイルも離れていたし、ボートは乗員すべてを載せることはできなかった (ボートは作業用で救命艇ではなかった) から、間違いなく多数が溺れたろう。そしてボートに乗り込めた者たちも、丸腰で食料も無く見知らぬ土地に打ち捨てられたであろう。このような状況下では船員たちは略奪を始め命令に従わなくなる、という彼が聞いていた噂話とはまるで違った、乗組員らの冷静で有能な働きを、バンクスは特筆している。
士官候補生のジョナサン・マンクハウスは船にフォーザリングを施すことを提案しこの作業を指揮した。彼はフォーザリングで助かった商船に乗り込んでいた経験があったのだ。槙皮と羊毛を古い帆布に塗り付けてから、帆布を船の下に引き込み水圧で帆布が傷を塞ぐようにするのである。これは思いもかけないほど上手く運び、まもなく、ポンプを止めても良いくらいにごく僅かの浸水しかしなくなった。
一行は船の修理をするための港を求めて北へ進み、後にクックがエンデバー川と命名した川に6月13日の午後にたどり着いた。強風のため船は6月17日まで砂州に近づけなかった。この場所で一行はエンデバー号を陸に揚げ船倉を修理した。大人のこぶし大のサンゴの欠片が船倉の底板をすっぱり切り裂き、壊れて、ぴったり嵌っていた。もしサンゴがこのように幸いに穴を塞いでいなかったら船は沈没を免れなかったかも知れない (とパーキンソンは記録に残している)。
修繕と風待ちで更に遅れて一行が再び出発できたのは8月3日だった。船は完全に陸に揚げられていたので、船底最下部の検査はほんの僅かしかできなかったのだが、おそらく航行には支障無いように思われた。後に一行がバタヴィアに到着した際 (11月9日)、船底の板の何枚かは僅か3ミリメートルほどで繋がっているに過ぎないほど破損していたことが判り、「船底を見た者は我々はどうやって船を浮かべていたのかと皆驚いた」とクックは述べている (かと言ってエンデバー川でできたことはそれ以上はなかっただろう)。

## 帰路
エンデバー号はいくつかの港に寄港した後、1771年7月11日に帰還した。クックのエンデバー号の第1回航海は、地理学だけでなく操船術と航海術の発展に多くの知識をもたらした歴史的快挙であった。この航海でクックは航海中の経度を正確に計算した歴史上最初の船長となった。クックはクロノメーターと1760年代に発展した複雑な計算式を用いて経度を計算していた。
1772年にクックは正式に海尉艦長に昇任し、レゾルーション号を率いて更に２度の航海を行ない南極から北極まで航行し、さらにポスト・キャプテン（勅任艦長：正規軍艦の艦長）に昇進、最後に1779年ハワイ諸島への帰路、彼らとハワイ先住民との間の互いの文化に対する互いの誤解によって、4人の部下とともに落命した。

## 壊血病
航海中の壊血病を防ぐことにクックは大きな業績を残した。柑橘類が有効であることは、その以前から知られていたのだが、柑橘類は常に入手できず、壊血病の原因はよく判っていなかったので、長期間の航海におけるきわめて危険な病気であった。
おもにデビッド・マクブライド医師の意見によって、海軍省の傷病委員会はクックに抗壊血病薬と信じられていた多くの食料を支給した。それらには、麦汁、濃縮オレンジジュース、ザワークラウトなどが含まれていた。麦汁にはほとんどビタミンCが含まれないので効果が無いことは現在は明らかで、濃縮ジュースは加熱によってほとんどのビタミンCが破壊されていた。ザワークラウトはビタミンCの有効な供給源であり、船内の食料として新しく導入されたものであった。
当時の船員は新しいものに抵抗することで知られており、はじめは誰もザワークラウトを食べる者はなかった。クックは一計を案じ、ザワークラウトを自分と士官にだけ供させ、所望する船員には少しだけ残すというようにした。上官がザワークラウトを賞味しているのを見ると一週間もしないで、船員らからの要求が盛り上がりザワークラウトを皆に出さざるを得なくなった (1769年4月13日のクックの日誌より)。
クックの壊血病に対する対応は基本的には経験的なもので、状況が許す限り多くの種類の食品を船内に持ち込むことを奨励し、上陸の際には食用可能な植物を採集した。クックは分配可能なものはすべて平等に分けさせたので、全乗員は同じ物を食べた (1770年8月4日の日誌でクックはこの習慣を他の司令官にも勧めている)。
壊血病は船内で2件発生し、天文学者のチャールズ・グリーンとタヒチ人のトゥパイアが治療を受けたのだが、バタヴィアに到着した際に、病に苦しむ多くの乗員を載せてこの港に到着する他の船とは異なり「病人リストにただの1人もなし」とクックは誇らしく記録することができた (1770年10月15日の日誌)。
ところで、このエンデバーによる第1回航海では壊血病による死者はなかったものの、出港時の乗員94名中36名がその他の病気や事故で帰港までに落命している。

## その後
1773年海軍省はエンデバー号を商船に改装し1775年に615ポンドで売却した。その後のエンデバー号についてはよくわからない点が多い。ある説によれば、1790年にフランスに売却され、1794年にニューポートのロード島近くで座礁した。別の説では、エンデバー号は1825年にウリッジ近郊のテムズ川に廃船として係留された。或は、1775年に石炭運搬業に復帰し1790年にロード島で座礁した。どの説にも確たる証拠はない。
2006年5月16日のロイター電は、ロード島の湾奥にエンデバー号の残骸らしきものがあるらしいことを伝えた。ロード島海洋考古学プロジェクトによると、この船は1778年に沈んでおり、沈没当時にはLord Sandwich号という名だったとされている。

## エンデバー礁の引き揚げ
1886年クックタウンの労働者進歩協会が、エンデバー礁でエンデバー号が座礁した際に投棄した砲を記念碑として引き揚げたいと発表した。協会は300ポンドの懸賞金を拠出したが、その年と翌年の調査では何も見つからなかった。1966年、1967年、1968年にさらに行なわれた調査も成果を上げなかった。
1969年にフィラデルフィア自然科学研究所によって設計された高感度の磁力計を用いた調査によって、遺棄された砲、鉄製のバラストが礁の近くで発見された。座礁地点が特定されたことによって、錨の探索範囲も狭まった。航海日誌を付けていた中で7名が錨は西へ投錨したとしていたため、クックの航海記録と日誌では南と記されていたにもかかわらず、それはおそらく誤読でクックも西と記述しているのであろうと調査隊は判断した。そこで西側が何度も探索されたが反応がなく、調査範囲の外で向きを変えた際に偶然に磁力計に反応が検知され錨が発見されたが、そこはクックの記した通り南側であった。
オーストラリア国立海洋博物館によって砲は保存され展示されている。錨と、砲の一部はクックタウンのジェームス・クック歴史博物館にも展示されている。これらの遺品はオーストラリア国立博物館から両館に長期貸し出されている。

## エンデバー号の復元

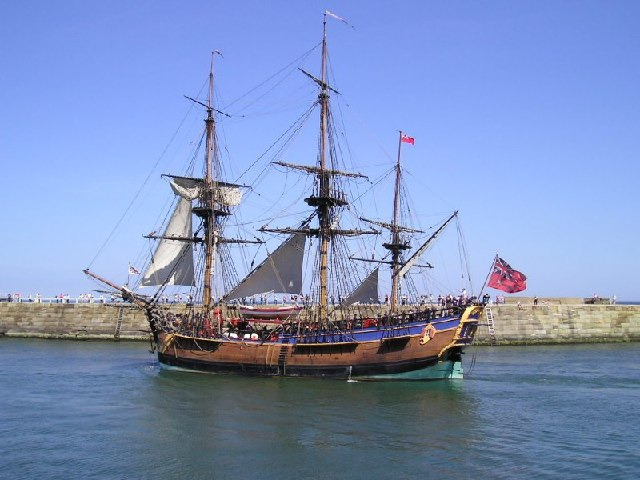
復元されたエンデバー号（2000年）

1988年1月、オーストラリア入植200年記念祭を記念するために、西オーストラリアのフリーマントルで、エンデバー号の復元事業が開始された。財政的な問題のために完成は1994年4月にずれ込んだ。復元されたエンデバー号は、世界旅行に出帆し、多くの港に寄港した。長い航海を終えた後、現在はシドニーのオーストラリア国立海洋博物館の側に繋がれている。
同船はウィトビーに1997年にはじめて寄港した。

### 関連書籍
- ジェイムズ・クック著『クック 太平洋探検 (1) - (6) 』増田義郎訳、岩波書店〈岩波文庫〉、2005年。